# Edificio Panamericano
Der Edificio Panamericano ist ein Bauwerk in der uruguayischen Landeshauptstadt Montevideo.
Es befindet sich am höchstgelegenen Punkt des Barrios Buceo nahe der Rambla Armenia und gegenüber dem Hafen von Buceo an der Avenida Luis A. De Herrera 1042. Als Architekt des Ende der 1950er Jahre geplanten und von 1960 bis 1964 erbauten (andere Quellen führen hier die Jahreszahlen 1959 bis 1962 an), Wohnzwecken dienenden Gebäudekomplexes fungierte Raúl Sichero Bouret. Die Bauausführung erfolgte durch das Unternehmen Rambla Horizontal S. A. Auf einer Höhe von 50 Metern, einer Länge von 195 Metern und einer Breite von 13 Metern sind 17 oberirdische Stockwerke im Edificio Panamericano untergebracht. Das Bauwerk, dessen ursprünglich erwartete Baukosten 22 Millionen Pesos betrugen, beansprucht eine Grundfläche von rund 1700 m², während die gesamte Nutzfläche der dort untergebrachten 374 Appartements auf nahezu drei Hektar (27.000 m²) zu beziffern ist. Der Gebäudekomplex beinhaltet auch eine Garage mit Fassungsvermögen von 300 Autos. Entgegen den ursprünglichen auf zehn Blocks ausgerichteten Planungen wurde letztlich nur die Hälfte errichtet.
Das Edificio Panamericano wurde 2005 von der Junta Departamental de Montevideo per Dekret aus dem Jahre 1995 zum städtischen Kulturgut ("Bien de Interés Municipal") erklärt.